# Propustularia surinamensis
Propustularia surinamensis is een slakkensoort uit de familie van de Cypraeidae. De wetenschappelijke naam van de soort is voor het eerst geldig gepubliceerd in 1811 door G. Perry.